# حشره‌خوار گوش‌کوچک پافلس‌دار
 حشره‌خوار گوش‌کوچک پافلس‌دار (نام علمی: Cryptotis squamipes) نام یک گونه از سرده حشره‌خوار گوش‌کوچک است.